# Omphalos-hipotézis
Az Omphalos-hipotézist Philip Henry Gosse angol természettudós 1857-ben megjelent, Omphalos: kísérlet a geológiai csomó feloldására (Omphalos: An Attempt to Untie the Geological Knot) című könyvében ismertette. Gosse azt állította, hogy Isten a Földet hegyekkel, völgyekkel, a fákat évgyűrűkkel, Ádámot és Évát pedig köldökkel (görögül omphalosz) és körmökkel teremtette.
Úgy gondolta, hogy emiatt bármilyen megfigyelést is végeznénk a Föld korára vonatkozóan, az emiatt megbízhatatlan volna.

## Külső hivatkozások
- Az Ádám köldökére hangolt világegyetem
- The Great Belly-Button Controversy (angol nyelvű)